# 中村祐造
中村祐造（1942年4月24日—2010年7月20日）是一名日本前排球运动员。他在1964年夏季奥林匹克运动会中，参加了男子排球比赛并获得铜牌。他也参加了1966年、1970年和1974年三届亚洲运动会。